# František Větrovec
František Větrovec (* 4. ledna 1956) je bývalý český hokejista, obránce.

## Hokejová kariéra
V lize hrál za TJ SONP/Poldi SONP Kladno a během vojenské služby za Duklu Trenčín. S Kladnem získal 3 mistrovské tituly. V zahraničí hrál v Nizozemí za BP Oilers Heerenveen. Za reprezentaci Československa do 20 let nastoupil hrál na Mistrovství světa juniorů v ledním hokeji 1975, kde tým skončil na 4. místě a na Mistrovství světa juniorů v ledním hokeji 1976, kde tým skončil na 3. místě. Za reprezentaci do 18 let hrál na Mistrovství Evropy juniorů v ledním hokeji 1975, kde tým skončil na 2. místě.

## Klubové statistiky
| Sezona    | Klub               | Soutěž  | Základní část | Základní část | Základní část | Základní část | Základní část |
| Sezona    | Klub               | Soutěž  | Z             | G             | A             | B             | TM            |
| --------- | ------------------ | ------- | ------------- | ------------- | ------------- | ------------- | ------------- |
| 1974/1975 | TJ SONP Kladno     | 1. liga | 41            | 0             | 3             | 3             | 18            |
| 1975/1976 | TJ SONP Kladno     | 1. liga | 4             | 0             | 1             | 1             | 2             |
| 1977/1978 | ASVŠ Dukla Trenčín | 1. liga | 29            | 4             | 2             | 6             | 36            |
| 1979/1980 | Poldi SONP Kladno  | 1. liga | 9             | 0             | 0             | 0             | 12            |
| 1980/1981 | Poldi SONP Kladno  | 1. liga | 40            | 3             | 6             | 9             | 40            |
| 1981/1982 | Poldi SONP Kladno  | 1. liga | 25            | 3             | 2             | 5             | 26            |
| 1982/1983 | Poldi SONP Kladno  | 1. liga | 41            | 2             | 7             | 9             | 44            |
| 1983/1984 | Poldi SONP Kladno  | 2. liga | 31            | 0             | -             | -             | -             |
| 1984/1985 | Poldi SONP Kladno  | 2. liga | 44            | 9             | 8             | 17            | 92            |
| 1985/1986 | Poldi SONP Kladno  | 1. liga | 34            | 2             | 4             | 6             | 50            |
| 1986/1987 | Poldi SONP Kladno  | 2. liga | 31            | 8             | 11            | 19            | 60            |
| 1987/1988 | Poldi SONP Kladno  | 1. liga | 29            | 4             | 7             | 11            | 34            |
| 1988/1989 | Poldi SONP Kladno  | 1. liga | 20            | 1             | 5             | 6             | 32            |